# Орсини, Джованни Антонио дель Бальцо
Джованни Антонио дель Бальцо Орсини (1386 или 1393, Лечче — 15 ноября 1463, Альтамура) — итальянский аристократ и военный деятель, князь Тарентский (1421—1463) и граф ди Лечче (1446—1463), а также герцог Бари, граф Ачерра, Солето и Конверсано, граф Матера (1433—1463) и Удженто (1453—1463).

## Биография
Старший сын Раймондо дель Бальцо Орсини (ок. 1350—1406), князя Тарентского, и Марии д’Энгиен (1367—1446), графини ди Лечче.
В январе 1406 года скончался его отец Раймондо дель Бальцо Орсини, а 23 апреля следующего 1407 года его мать Мария д’Энгиен вторично вышла замуж за короля Неаполя Владислава Дураццо, который благодаря этому браку присоединил к королевским владениям Тарентское княжество и графство ди Лечче.
В 1417 году Джованни Антонио женился на Анне Колонна, дочери Лоренцо Онофрио Колонны, князя Амальфи, и племяннице папы римского Мартина V. Передал во владение своей супруге поместье Челье-Мессапика. Их брак оказался бездетным.
После отказа от власти Жака де Бурбона, графа де Ла Марша, принца Тарентского (1414—1420), Джованни Антонио дель Бальцо Орсини получил во владение Тарентское княжество. 4 мая 1421 года королева Джованна II Неаполитанская официально утвердила за ним княжество Тарентское. Джованни Антонио стал самым крупным баронов Неаполитанского королевства, ему принадлежали 7 архиепископств, 30 епископств и 300 замков от Салерно до Таранто.
Джованни Антонио дель Бальцо Орсини также был влиятельным сановником неаполитанского королевского двора. Он участвовал в гражданской войне на стороне королева Джованны Неаполитанской и короля Альфонсо V Арагонского против герцога Людовика Анжуйского. Когда Альфонсо стал королем Неаполитанским, Джованни Антони дель Бальцо Орсини получил в награду за поддержку титулы великого констебля королевства и герцога ди Бари.
В 1458 году после смерти короля Альфонсо V, короля Арагона, Сицилии и Неаполя, новым королем Неаполитанского королевства стал его внебрачный сын, Фердинанд I. Джованни Антонио вернулся в Таранто, где возглавил баронское восстание против нового монарха. Вскоре в Южную Италию прибыл Жан II Анжуйский, герцог Лотарингский, который заявил о своих претензиях на неаполитанский престол. Жан II Анжуйский, получив поддержку неаполитанских баронов, вначале стал одерживать верх над Фердинандом. Но в 1462 году Жан Анжуйский потерпел крупное поражение от Фердинанда I, а в 1464 году покинул Южную Италию. Несмотря на первоначальные военные успехи, Джованни Антонио и его сторонники были разгромлены и вынуждены были примириться с королем Неаполя Фердинандом I.
Джованни Антонио дель Бальцо Орсини скончался в замке Альтамура в 1463 году. Его задушил наёмный убийца Паоло Трикарико, возможно, подосланный королем. После его гибели король Фердинанд Неаполитанский конфисковал большую часть его владений.
Не имея законных детей, Джованни Антонио дель Бальцо Орсини назначил наследницей княжества свою племянницу Изабеллу (1424—1465), дочь своей сестры Екатерины даль Бальцо Орсини и Тристана ди Кьярамонте, графа Копертино (1380 — ок. 1432). В 1444 году на Изабелле женился на Фердинанд Арагонский (незаконнорожденный сын короля Неаполя, Альфонсо V Арагонского), который правил в Неаполе с 1458 по 1494 год под именем Фердинанда I Неаполитанского. Таким образом, Тарентское княжество было включено в состав королевского домена.

## Незаконнорожденные дети
- Екатерина, графиня ди Конверсано, сеньора ди Казамассима и Тури. В 1456 году стала женой кондотьера Джулио Антонио Аквавива Д’Арагон, 7-го герцога Арти (ок. 1425—1481)
- Мария Конкеста (умерла после 1487), графиня ди Удженто, сеньора ди Нардо и Кастро с 1463 года. Муж с ок. 1463 года Ангильберто дель Бальцо, граф Триказе и 1-й герцог Нардо
- Маргарита, жена Антонио Сентельса, графа Катандзаро и юстициария Калабрии
- Франческа, вышла замуж за Якопо Сансеверино, графа Сапонара
- Бертольдо (ум. после 1488), барон ди Саличе, граф ди Лечче в 1463—1464 годах.
- еще одна дочь (имя неизвестно), вышла замуж за Джакомо ди Сансеверино, графа Милето.